# Plaza de la Constitución (Vigo)
La Plaza de la Constitución (en gallego y oficialmente Praza da Constitución) es una plaza situada en la ciudad española de Vigo. Se trata de una plaza peatonal, de suelo empedrado y con edificios caracterizados por la presencia de soportales y balcones de forja. Constituye uno de los centros gastronómicos y de ocio de la ciudad. En el centro de la plaza se erige un faro de metal con cinco lámparas.
La plaza era tradicionalmente conocida por ser el lugar donde se celebraba o mercado agrícola de la ciudad, especialmente el comercio de los excedentes (huevos, frutas y hortalizas) que los pequeños agricultores y ganaderos vendían.

La plaza de Argüelles era la de la hierba. La plaza de la Princesa era la del pescado. La de Calatrava era la de la leña. Y la plaza de la Constitución se llenaba de productos agrícolas.

En ella se encontraba la que la que fue la antigua casa consistorial viguesa, un edificio singular construido en 1862 que actualmente alberga la Casa Gallega de la Cultura. 
La plaza comunica con la remodelada Puerta del Sol y con las calles Joaquín Yáñez, Cesteiros, Sombrereiros y del Triunfo.

## Edificios singulares
- Casa Gallega de la Cultura

- Casa natal de Casto Méndez Núñez